# (10847) Koch
(10847) Koch  es un asteroide perteneciente al cinturón de asteroides, descubierto el 5 de enero de 1995 por Freimut Börngen desde el Observatorio Karl Schwarzschild, en Alemania.

## Designación y nombre
Koch se designó inicialmente como 1995 AV4.
Más adelante fue nombrado en honor al microbiólogo alemán  Robert Koch (1843-1910).

## Características orbitales
Koch orbita a una distancia media del Sol de 2,9810 ua, pudiendo acercarse hasta 2,7120 ua y alejarse hasta 3,2500 ua. Tiene una excentricidad de 0,0902 y una inclinación orbital de 8,9556° grados. Emplea en completar una órbita alrededor del Sol 1879 días.

## Características físicas
Su magnitud absoluta es 13,4. Tiene 7,119 km de diámetro. Su albedo se estima en 0,200.